# Passaloecus
Passaloecus (лат.) — род песочных ос (Crabronidae) из подсемейства Pemphredoninae.

## Распространение
В мире известно около 40 видов, в Палеарктике 24, в России 17 видов, в Неарктике 19 видов, в Юго-Восточной Азии 13 видов, в Китае 18 видов. Казахстане известно около 10 видов.

## Описание
Мелкие осы (длина 4—9 мм), гнездящиеся в древесных полостях, в ходах насекомых-ксилофагов, в стеблях с мягкой сердцевиной (Rubus, Cornus, Juglans, Syringa, Miscanthus, Rhamnus, Sambucus), в коре, галлах орехотворок, в соломинках злаков (в том числе на соломенной крыше). Брюшко с очень коротким стебельком (он не длиннее своей ширины). Мандибулы с 2—3 небольшими зубцами. Переднеспинка с поперечным килем. Между глазами имеется широкий промежуток. Пигидиальное поле самок отсутствует. Передние крылья с 1 субдискоидальной и 2 дискоидальными ячейками. Птеростигма мелкая, субмаргинальная ячейка крупнее её. Усики самца 13-члениковые, самки — 12-члениковые. Нижнечелюстные щупики состоят из 6 члеников, а нижнегубные — из 4. Охотятся на равнокрылых (Homoptera), в основном, из семейства настоящие тли (Aphididae). Пойманная добыча убивается жвалами или парализуется жалом и переносится в челюстях. Среди паразитов ос рода Passaloecus отмечены виды блестянок родов Ellampus, Omalus и Chrysis (Chrysididae) и наездники родов Poemenia, Lochetica (Ichneumonidae) и Eurytoma (Eurytomidae) Муравьи, если посещают колонии тлей, могут мешать осам охотиться..

## Систематика
Род принадлежит к подтрибе Pemphredonina и трибе Pemphredonini. 
- Passaloecus birugatus Bashir & Chen
- Passaloecus bisulcatus Bashir & Ma
- Passaloecus borealis Dahlbom
- Passaloecus clypealis Faester
- Passaloecus clypearcuatus Li & Ma, 2024[4]
- Passaloecus clypeconvexus Li & Ma, 2024[4]
- Passaloecus columnaris Ma & Li
- Passaloecus corniger Shuckard
- Passaloecus edentutus Li & Ma, 2024[4]
- Passaloecus eremita Kohl
- Passaloecus gracilis (Curtis)
- Passaloecus insignis (Vander Linden, 1829) (=Pemphredon insignis Vander Linden, 1829) typus
- Passaloecus koreanus Tsuneki
- Passaloecus labrinigratus Ma & Li
- Passaloecus margdentatus Li & Ma, 2024[4]
- Passaloecus mongolicus Tsuneki
- Passaloecus monilicornis Dahlbom
- Passaloecus multituberculatus Ma & Li
- Passaloecus petiolatus Ma & Li
- Passaloecus profundesulcatus Bashir & Ma
- Passaloecus singularis Dahlbom
- Passaloecus sternoleios Li & Ma, 2024[4]
- Passaloecus tuberangustus Bashir & Ma
- Passaloecus tuberculiformis Bashir & Ma
- Passaloecus turanicus Gussakovskij
- Passaloecus turionum  Dahlbom
- другие